# Széchy Dénes-barlang
A Széchy Dénes-barlang Magyarország megkülönböztetetten védett barlangjai közül az egyik. A Duna–Ipoly Nemzeti Parkban lévő Visegrádi-hegységben található. Régészeti leletek kerültek elő belőle.

## Leírás
Az Esztergomban lévő Várhegy legjelentősebb barlangja. A Várhegy Ny-i, meredek oldalában, falazott felületben található a barlang mesterségesen kialakított, négyszög alakú, vízszintes tengelyirányú két bejárata. Az alsó, jobb oldali bejárat, amely 1,8 m magas és 0,9 m széles, sziklafal tövében, a felső, bal oldali bejárat, amely 1,8 m magas és 1 m széles, pedig sziklafal közepén van. A Széchy Dénes-barlang alsó bejáratától D-re, 20 m-en belül van az Esztergomi Vár-hegy elfalazott ürege. A Széchy Dénes-barlang és az Esztergomi Vár-hegy 2. sz. barlangja között helyezkedik el, de lejjebb az Esztergomi Vár-hegy 3. sz. barlangja.
A barlang triász dachsteini mészkőben és oligocén hárshegyi homokkőben alakult ki réteghatár mentén a felszálló, langyos-meleg karsztvíz és omlás miatt. A barlangban megfigyelhető breccsazóna (a mészkő felső szintjén több helyen, különböző síkokban), barittelér (lokális megjelenéssel), limonit (elterjedt, többféle formában, eres, a breccsa kötőanyaga), fennőtt barit (nyomokban, önállóan, 1–1,5 cm), tömeges, aprókristályos (alabástrom) gipsz (kéreg, elterjedt, csak falon, 1–15 mm vastag) és rostos-tűs gipszképződmények (virág, néhány helyen tömeges). Boxwork-szerkezet a barlang legnagyobb részére jellemző (a mészkövet cementáló limonitból).
Esztergom Vízivárosában, a Berényi Zsigmond utca 11. és 13. sz. házak között található, Bazilikához vezető meredek lépcsőn (Macskalépcső) kell felmenni a házak és kertek szintje fölé. Itt, jobb oldalon látható a régi palota falait tartó homokkő kibúvás, illetve a rakott kő és beton alátámasztás. A kőfalban vasrácsos két nyílás figyelhető meg, amelyek a Széchy Dénes-barlangot zárják le. Gazos és meredek emelkedőn lehet felkapaszkodni az alacsonyabban elhelyezkedőhöz, aminek rácsa alatt be lehet mászni a barlangba.
A Bejárati-terem poros alján némi szemét utal arra, hogy időnként használják a barlangot. A mennyezet és a jobb oldali (D-i) fal nagy része szürke homokkő, a többi felület pedig repedezett triász mészkő, amit lilásra, barnára színeztek a leszivárgó vasvegyületek. Szemben egy átbújón keresztül lehet átmenni az Első-terembe, ahol hűvös időben érezhetően melegebb van. Mennyezete ennek is homokkő, ami hullámos a rétegmenti leszakadások miatt. A főte és a mészkő oldalfalak érintkezésénél 1–3 cm vastag limonitkiválás figyelhető meg, aminek anyaga a mészkő repedéseibe is lehúzódik. Az aljzat itt nem poros, de nem nedves. Jobbra egy kis akna látható, de egyenesen kell tovább haladni. Ahol az aljzat kezd lejteni, balra egy ferde felületen nagyon rongált, összefüggő gipszkéreg csillog. Innen tovább a mennyezet nagy részét barnára színeződött gipszkéreg fedi.
Kis aknán lehet lejutni az Alsó-terembe, ami balra lejtve, laza anyaggal záródik. Itt is gipszkéreg van a mennyezeten. Jobbra (DNy) visszamászva szemetes tanyahely van. Ide nyílik az Első-teremben kikerült kis akna is (a térképen hibásan szerepel ez a rész). A balra (K-re) tartó járatnyúlvány falán fehér, összefüggő gipszkéreg van 1–2 cm vastagon. Ebből barit táblák állnak ki, amelyek 5–15 mm nagyságúak. A kőtörmelékes, laza üledékkel fedett aljzat szemetes, mészkő foltok teszik egyenetlenné. Ennek a nagyon tagolt, őskarsztos felszínnek repedezett és mállott az anyaga. A miocén tengerparti homok ezt fedte be, amiben elvétve kavicsok fordulnak elő.
A kis aknán felbújva az Első-terembe, majd a Bejárati-teremből a külső kőfal mellett felmászva érhető el az É-ra elhelyezkedő Nagy-terem, amely nevéhez hűen nagy méretű. A mennyezet barna és szürke homokkő, alját pedig lila, nagyon tagolt felszínű mészkő alkotja. A homokköves felületeken, főleg a rétegzéseknél sok helyen látható barnás és sárgás elszíneződésű, vékony gipszkiválás, kéreg. Felpúposodva válik le a kiválás a nagyobb felületekről. A terem belső oldalán lilásvörös porral fedett aljzaton egy rövid oldalágba lehet benézni, ahol szintén található gipszkiválás. Kifelé a kőfal mellett kell lemenni a Bejárati-terembe. A barlang a benne talált régészeti anyagon kívül a nagy felületeket fedő, de rongált, piszkos gipszkiválás miatt jelentős. A mészkő és homokkő érintkezési felületének tanulmányozása mellett érdekes a régi őskarsztos felszín is. A lezárt barlang engedéllyel látogatható, barlangjáró alapfelszerelés használatával járható.
1988-ban volt először Széchy Dénes-barlangnak nevezve a barlang az irodalmában. Az üreg Széchy Dénes esztergomi érsek nevéről lett elnevezve. Előfordul a barlang az irodalmában Bazilika-üregek (Kadić 1952), Bazilika üregek (Bertalan 1976), Esztergomi Bazilika-hegy üregei (Bertalan 1976), Esztergomi Bazilikahegy üregei (Schőnviszky 1937), Esztergomi Bazilika-hegy-üregei (Bertalan, Schőnviszky 1976) és Széchy-barlang (Eszterhás 2014) neveken is.

## Kutatástörténet

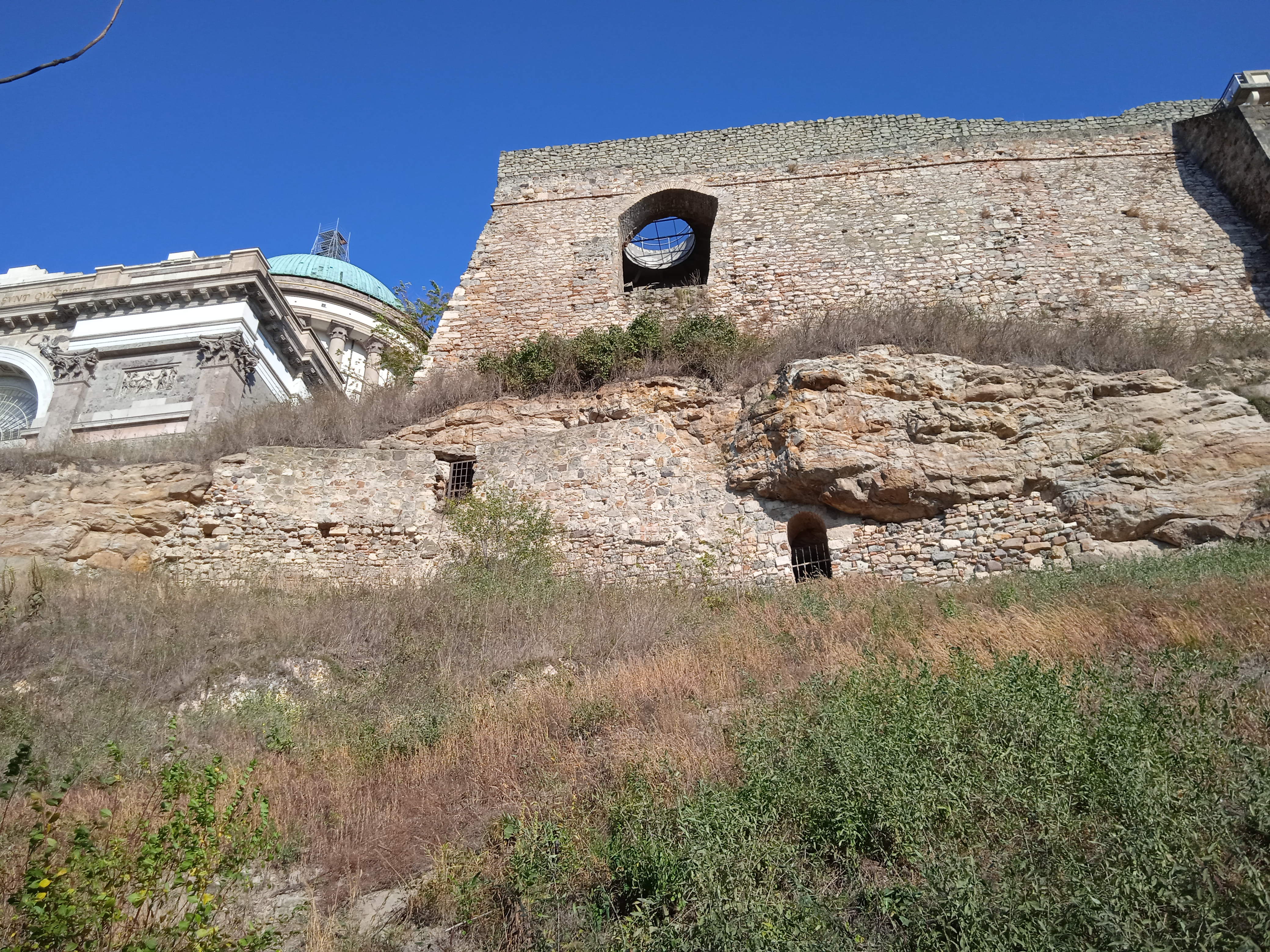
A Széchy Dénes-barlang vasráccsal lezárt két bejárata

Az 1926–1927. évi Barlangkutatásban szó van arról, hogy az 1923–1924-ben Tasnádi Kubacska András és Véghelyi Lajos által végzett denevér-megfigyelések során, 1924. február 20-án barna hosszúfülű-denevér (Plecotus auritus L.) egy hím egyede került elő az Esztergomban lévő Vár-hegy mezozoós mészkövében elhelyezkedő 5 kisebb-nagyobb üregből és barlangból. A Turisták Lapja 1937. évi évfolyamában kiadott, Schőnviszky László által írt tanulmányban meg van említve, hogy az Esztergomi Bazilikahegy üregei a mezozoikumi hegyrög szirtjében találhatók. 5 kisebb-nagyobb üreg, amelyek jelentéktelenek. Kadić Ottokár 1952-ben befejezett kéziratában meg vannak említve a Bazilika-üregek (Esztergom) Schőnviszky László 1937-ben megjelent publikációjának felhasználásával. Esztergomban, abban a mészkőszirtben, amelyre a bazilika épült, kialakult néhány kisebb-nagyobb üreg. Ezeket még senki sem kutatta eddig.
Az 1976-ban befejezett, Magyarország barlangleltára című kéziratban az olvasható, hogy a Visegrádi-hegységben és a Pilis hegységben, Esztergomban helyezkednek el az Esztergomi Bazilika-hegy üregei (Bazilika üregek). A Bazilika-hegy szirtjében található a kisebb-nagyobb 5 üreg. Az üregek bejárata ismeretlen. A kézirat üregeket ismertető része 1 publikáció alapján lett írva. A Bertalan Károly és Schőnviszky László által összeállított, 1976-ban megjelent Magyar barlangtani bibliográfia barlangnévmutatójában meg vannak említve a Pilis hegységben lévő Esztergomi Bazilika-hegy-üregei. A barlangnévmutatóban meg van említve 1 publikáció, amely foglalkozik ezekkel az üregekkel.
Az 1984-ben megjelent, Magyarország barlangjai című könyv országos barlanglistájában szerepelnek a Szentendre–Visegrádi-hegység barlangjai között az Esztergomi Bazilika-hegy üregei (Bazilika-üregek). A listához kapcsolódóan látható a Dunazug-hegység barlangjainak földrajzi elhelyezkedését bemutató 1:500 000-es méretarányú térképen a barlangok földrajzi elhelyezkedése.

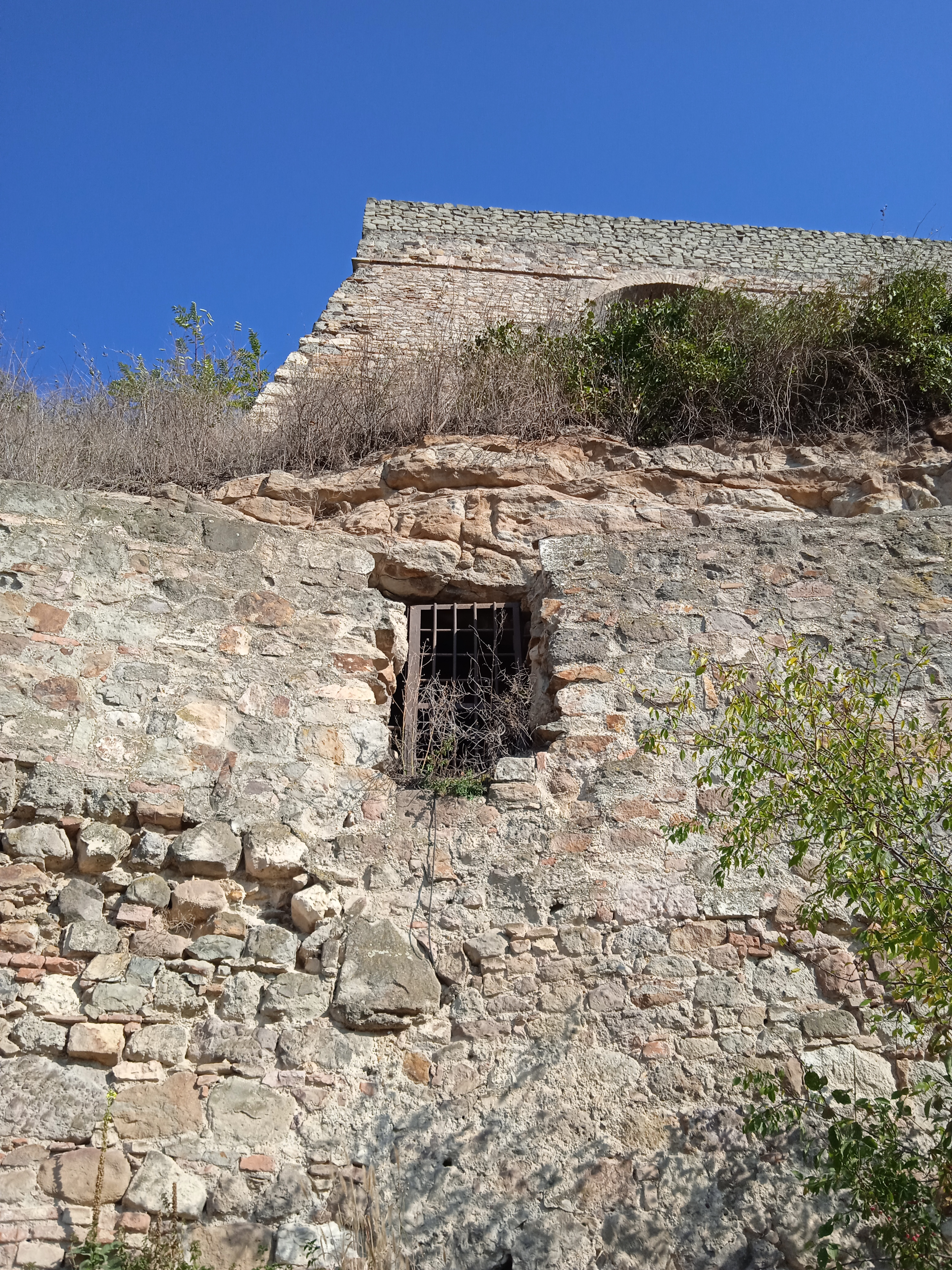
A Széchy Dénes-barlang bal oldali, feljebb lévő bejárata

A Balassa Bálint Múzeum Barlangkutató Csoportjának 1987. évi jelentése szerint a csoport 1987-ben segített, hogy az Esztergomban található Széchy Dénes barlang bejárati terméből el legyen távolítva a törmelék. Az esztergomi vár Dunára tekintő oldalának régészeti kutatásával a vár alatt lévő sziklafalban előbukkant néhány barlang bejárata. A barlangokat az 1930-as évek elején végzett várásatáskor kidobott törmelék takarta el és (részben) töltötte ki. 1987 őszén kezdte el a csoport a Széchy Dénes-barlangot megtisztítani a törmeléktől. A törmelékben pl. római kori tetőcserép-töredékek, pénz, középkori edények töredékei voltak. A csoport felfedezte egy másik barlang bejáratát, amely a Széchy Dénes-barlangtól DK-re helyezkedik el. A csoportjelentésben látható 4 olyan fénykép, amelyek a Széchy Dénes-barlangot mutatják be.
A Balassa Bálint Múzeum Barlangkutató Csoportjának 1988. évi jelentésében az van írva, hogy a Széchy Dénes-barlang az esztergomi Vár-oldalon évek óta tartó középkori ásatások során nyílt felszínre. A barlang a dachsteini mészkő és a felette lévő homokkő határán keletkezett. A Vár-oldalnak ugyanezen a szintjén megfigyelhető néhány kisebb, elfalazott üreg és várható, hogy még néhány előkerül. 1988-ban a csoport a Balassa Bálint Múzeum megbízásából foglalkozott a Széchy-barlangban lévő törmelék eltávolításával, a kitöltés átvizsgálásával (válogatás). A munka régészeti felügyeletét Kövecses-Varga Etelka muzeológus, a csoport tagja látta el. A csoport 1988-ban elkészítette a Széchy Dénes-barlang alaprajz térképét. A térképkészítő munkát Jánoska Péter vezette. A Magyar Karszt- és Barlangkutató Társulat Nominológiai és Terminológiai Munkabizottsága hivatalosan beleegyezett, hogy a csoport által kutatott barlangnak Széchy Dénes-barlang a neve. A barlang Széchy Dénes esztergomi érsek nevéről lett elnevezve.
A barlangbejáratot, amely 1987 őszén a Vár-oldal Esztergom-Víziváros felé tekintő részén került felszínre, minden bizonnyal az az anyag takarta el, amelyet az 1930-as évek elején kezdődött várfeltáráskor erre a területre depóztak. Ezt az a tény is alátámasztja, hogy néhány idős, vízivárosi ember emlékezik a barlangokra. Előkerülésekor az üreg bejárata kb. 0,6×1 m-es volt. A lyukon benézve meg lehetett állapítani, hogy az üreget csaknem egészen kitölti a laza sitt. A barlang eredeti nyílása a törökkor után (részben már előtte is) el lett falazva, valószínűleg azért, hogy az aláaknázástól megvédjék a várat. Előkerülésekor a barlangnyílást a csoport segítségével a Balassa Bálint Múzeum lezárta erős vasajtóval, majd közösen kezdték el a sitt eltávolítását. A sittet folyamatosan figyelték, mert benne a római koritól kezdve a középkoriig találtak leleteket (részben a törökkor utáni időből is). A munka során a barlang ÉNy-i sarkában törökkori gyermekcsontváz került elő, amely a laza sittben feküdt, nyújtott helyzetben, melléklet nélkül.
A jelentéshez mellékelve lett a barlang alaprajz térképe és 5 keresztmetszet térképe. Az alaprajz térképen látható az 5 keresztmetszet elhelyezkedése a barlangban. A térképek, amelyek 1:100 méretarányban mutatják be a barlangot, elkészítéséhez a barlangot a Balassa Bálint Múzeum Barlangkutató Csoportja mérte fel, majd Jánoska Péter a felmérés adatainak felhasználásával, 1989. január 15-én megrajzolta a térképeket. A kéziratba bekerült a barlang ÉNy-i sarkában felfedezett gyereksír rajza és környezetének helyszínrajza (a sír iránya 43/64). Az 1989. január 22-én készült rajz 1:10 méretarányban ábrázolja a sírt és környezetét. A rajzon megfigyelhető, hogy a laza kitöltésben a váz néhány csontja kifordult eredeti helyzetéből. A rajzon csak a helyben maradt, és így kipreparált vázrész van bemutatva.

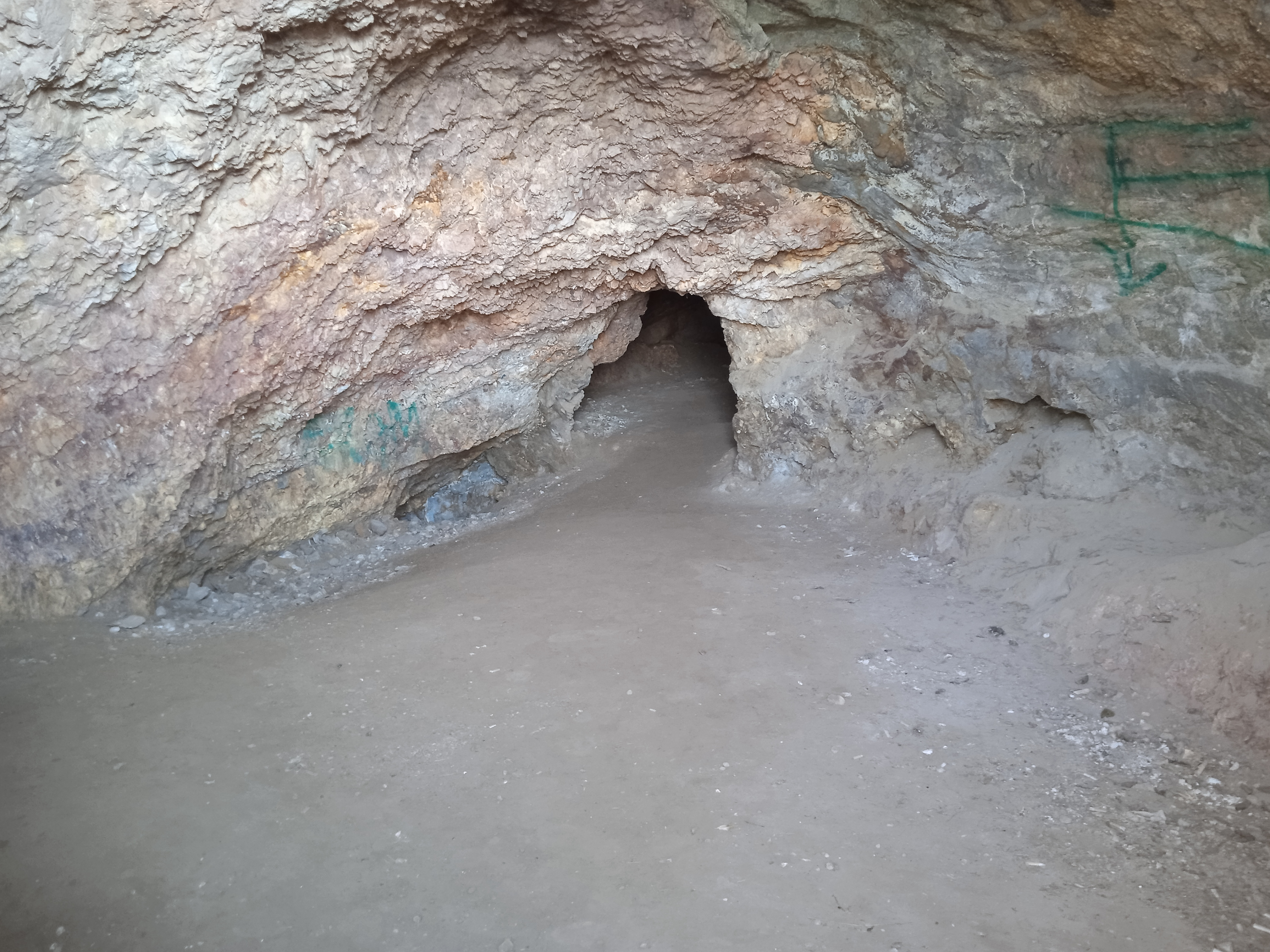
A Széchy Dénes-barlang bejárati terme

Az 1988. évi Karszt és Barlangban szó van arról, hogy a Balassa Bálint Múzeum Barlangkutató Csoportja az esztergomi Vár-oldalban az ásatások miatt megint megnyílt Széchy Dénes-barlangból távolította el a törmeléket 1988-ban. Ennek során római és török kori leleteket, pl. egy török kori gyermekcsontvázat fedeztek fel a csoport tagjai. Lezárták és felmérték a barlangot, illetve elkészítették a barlang alaprajz térképét. Az 1991-ben kiadott, A Pilis és a Visegrádi-hegység című útikalauzban meg van említve, hogy az Esztergomig elnyúló hegyvonulat legnyugatibb részén van néhány kicsi barlang, amelyek jelenleg el vannak falazva. Állítólag ezekben a barlangokban a két világháború között találtak újkori cserépedény-töredékeket.
Az 1991. évi Karszt és Barlangban meg van említve, hogy 1991-ben folytatta a Balassa Bálint Múzeum Barlangkutató Csoportja az Esztergomban található Széchy Dénes-barlang kutatását, amelynek során feltárult egy 15 m² felületű, török kori járószint. 1998. május 14-től a környezetvédelmi és területfejlesztési miniszter 13/1998. (V. 6.) KTM rendelete szerint a Duna–Ipoly Nemzeti Park Igazgatóság illetékességi területén, a Visegrádi-hegységben található Széchy Dénes-barlang az igazgatóság engedélyével látogatható.
A barlang 2002. október 8-án készült nyilvántartólapján az olvasható, hogy a Széchy Dénes-barlangnak (Komárom-Esztergom megye, Esztergom, Pilis hegység, 4900-1 barlangkataszteri szám) helyet adó sziklakibúvásban, a mészkő és homokkő határán van még néhány üreg, néhány pedig ki lett töltve a Várhegyen végzett helyreállítás során betonnal. Elképzelhető, hogy a kőzethatáron összefüggő, de nagyon feltöltődött üreghálózatot lehet felfedezni. Valószínűleg vannak a Széchy Dénes-barlangnak még fel nem tárt részei. A mészkő és homokkő határfelületének ásványtársulásából (műszeres vizsgálattal) minden bizonnyal új barlangi előfordulásokat lehet kimutatni. A vázlatosan felmért Széchy Dénes-barlang kb. 50 m hosszú, kb. 10 m függőleges kiterjedésű, kb. 8 m magas, kb. 2 m mély, kb. 25 m vízszintes kiterjedésű és kb. 600 m³ térfogatú. Az elágazó és egyszintes jellegű barlangnak vízszintes lejtésviszonyai vannak. Jellemző szelvénytípusa a lapító és a szabálytalan, omlott.

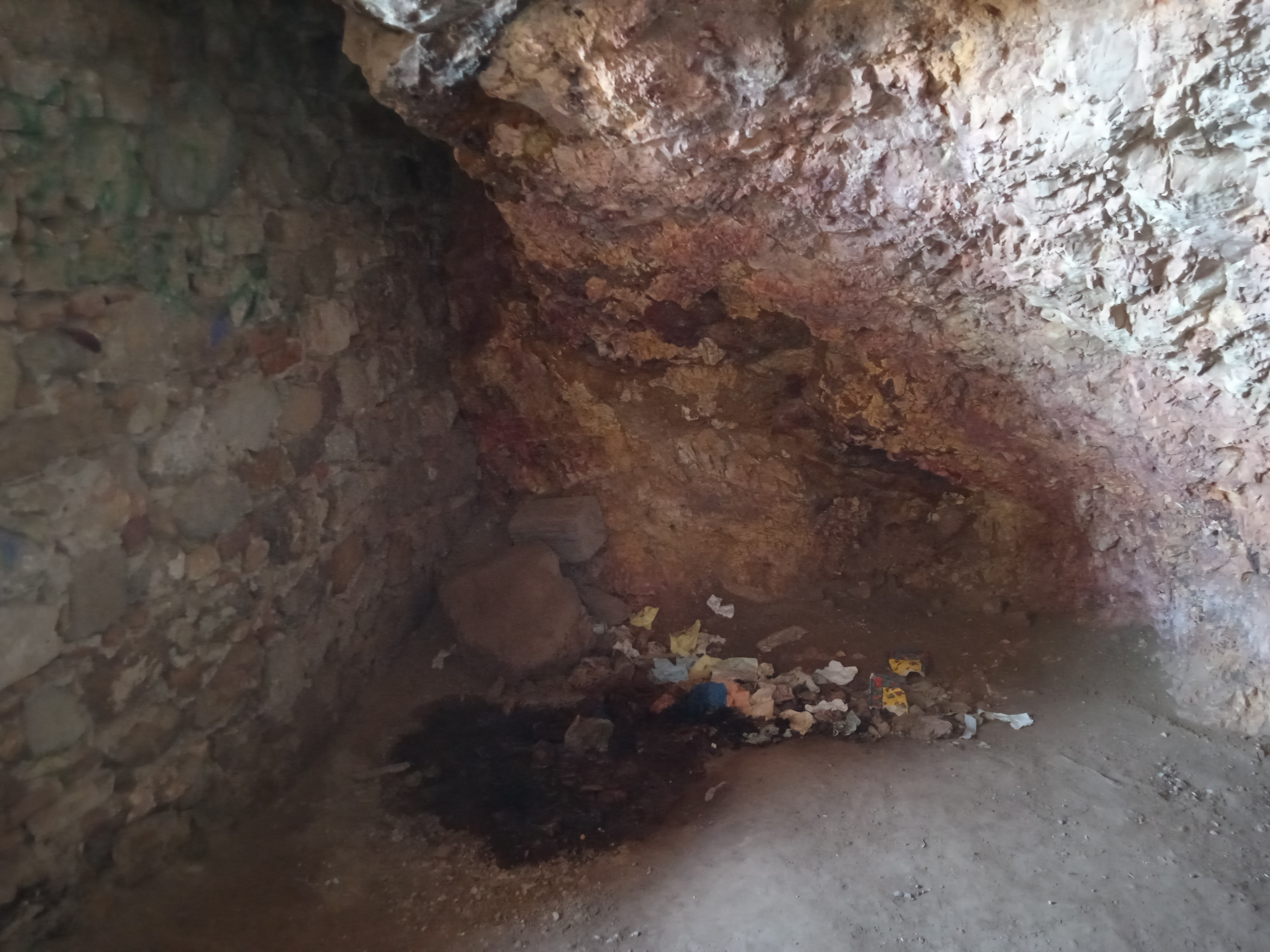
A Széchy Dénes-barlang bejárati termének egyik része

2005. szeptember 1-től a környezetvédelmi és vízügyi miniszter 22/2005. (VIII. 31.) KvVM rendelete szerint a Duna–Ipoly Nemzeti Park Igazgatóság működési területén, a Visegrádi-hegységben található Széchy Dénes-barlang a felügyelőség engedélyével látogatható. A Duna–Ipoly Nemzeti Park Igazgatóság működési területén, a Visegrádi-hegységben elhelyezkedő és 4900/1 kataszteri számú Széchy Dénes-barlang, 2006. február 28-tól, a környezetvédelmi és vízügyi miniszter 8/2006. KvVM utasítása szerint, megkülönböztetett védelmet igénylő barlang.
2007. március 8-tól a környezetvédelmi és vízügyi miniszter 3/2007. (I. 22.) KvVM rendelete szerint a Duna–Ipoly Nemzeti Park Igazgatóság működési területén lévő Visegrádi-hegységben elhelyezkedő Széchy Dénes-barlang az igazgatóság engedélyével tekinthető meg. A Duna–Ipoly Nemzeti Park Igazgatóság működési területén lévő és 4900-1 kataszteri számú Széchy Dénes-barlang, 2012. február 25-től, a vidékfejlesztési miniszter 4/2012. (II. 24.) VM utasítása szerint, megkülönböztetetten védett barlang. 2013. augusztus 12-től a belügyminiszter 43/2013. (VIII. 9.) BM rendelete szerint régészeti szempontból jelentős barlangnak minősül a Komárom-Esztergom megyei Esztergomban lévő, 4900-1 barlangkataszteri számú és 2089 lelőhely-azonosítójú Széchy Dénes-barlang (Várhegy).
A 2014. évi Karsztfejlődésben megjelent tanulmányban az olvasható, hogy a Visegrádi-hegység 4. leghosszabb barlangja az 50 m hosszú és 10 m függőleges kiterjedésű Széchy Dénes-barlang. (A harmadik leghosszabb barlang, a Vasas-szakadéki 1. sz. barlang szintén 50 m hosszú.) A Visegrádi-hegység 101 barlangjának egyike az Esztergomban található barlang. A Széchy-barlang és a Holdvilág-árokban lévő három üreg (Weislich-barlang, Vízesés-alatti-barlang, Y-ágú-barlang) előterének régészeti ásatásával ókori, középkori és kora újkori leleteket fedeztek fel. A Várhegy Ny-i oldalában húzódó Széchy Dénes-barlang felszakadásos keletkezésű barlang. A dachsteini mészkőben az azt fedő hárshegyi homokkő érintkezésénél jött létre, alapvetően termálkarsztos oldódás miatt. Később felharapózott ez az üreg, átöröklődött a homokkőbe úgy, hogy jelenleg a barlang legnagyobb, felső része homokkőben van, csak az alsó járatokban lehet mészkövet és az ezen képződött ásványokat (limonit, gipsz) megfigyelni. Az alsó, lapos teremben vannak a gipsz- és limonitkiválások.

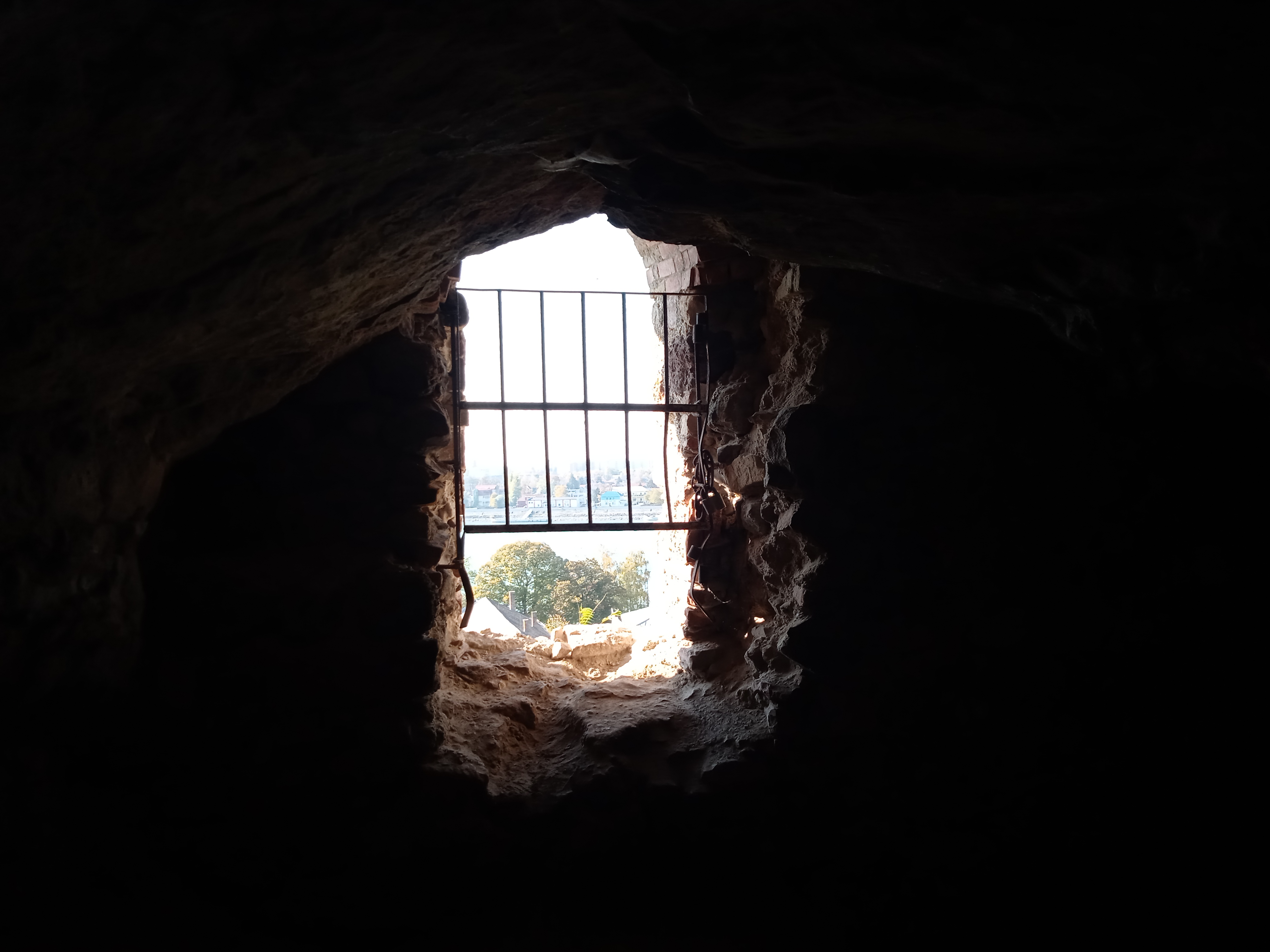
Kilátás a Széchy Dénes-barlang jobb oldali bejáratán át a Dunára

A barlang széles bejárata sokáig nyitott volt, majd a várátépítések során befalazták két nyílást hagyva. A régészeti feltárásokkal ókori, középkori és kora újkori használati tárgyak, pénzérmék, ékszertöredékek, lövedékek, cseréptöredékek, illetve egy 15. századi gyermekcsontváz került elő az üregből. A hegység régészetileg nevezetes barlangja a Széchy Dénes-barlang a Holdvilág-árok három ürege mellett. A barlang biogén kitöltődése 2014-ben is tart. A barlang ajtajának vasrácsa el lett fűrészelve, majd a barlangból szemetes hajléktalantanya lett. A tanulmányban van egy színes fénykép, amelyen megfigyelhető a barlang jobb oldali bejárata. A publikációhoz mellékelt, a Visegrádi-hegység 10 m-nél hosszabb barlangjainak elhelyezkedését bemutató ábrán látható a barlang földrajzi elhelyezkedése. A helyszínrajzot Eszterhás István szerkesztette.
A Szent Özséb Barlangkutató Egyesület 2017. évi jelentése szerint azért lett az Esztergomi Vár-hegy 2. sz. barlangja a 2. számú barlang, mert az egyesület szerint a Széchy Dénes-barlang az 1. számú barlang. A Széchy Dénes-barlangot a benne talált szemét alapján hajléktalanok lakják. A barlang nemcsak a szemetelés, odapiszkítás, tüzelés megszüntetése miatt védendő. A barlang alsó bejáratát le kell zárni, pénzhiány esetén el kell falazni részletes dokumentálás után. (Ezután a barlangot a felső bejáraton keresztül lehetne elérni.) A Széchy Dénes-barlang és az Esztergomi Vár-hegy 2. sz. barlangja a Várhegy hegyoldal két jelentős barlangja. A kéziratban van egy Esztergom térképrészlet, amelyen látható a Széchy Dénes-barlang földrajzi elhelyezkedése.